# Bizarre
Rufus Arthur Johnson (Detroit, 5 de julho de 1976), mais conhecido pelo seu nome artístico Bizarre é um rapper norte-americano. Notável por integrar o grupo D12.

## Discografia solo

### Álbuns
- Hannicap Circus (2005)
- Blue Cheese & Coney Island (2007)
- Friday Night at St. Andrews (2010)

### EP
- Attack of the Weirdos (1997)

### Mixtapes
- Hate Music (2007)
- Liquor, Weed & Food Stamps (2008)
- A Pre-Coney Island Mixtape (2009)